# 彼女を信じないでください
『彼女を信じないでください』（かのじょをしんじないでください、原題：그녀를 믿지 마세요）は、2004年公開の韓国映画。キム・ハヌルとカン・ドンウォンが共演した恋愛喜劇。

## キャスト
- チュ・ヨンジュ - キム・ハヌル / 声 - 山田里奈[要出典]
- チェ・ヒチョル - カン・ドンウォン / 声 - 内田夕夜[要出典]
- チェ・スミ - イ・ヨンウン / 声 - 本名陽子[要出典]

ヒチョルの妹。
- ヒチョルの父 - ソン・ジェホ / 声 - 麦人[要出典]

薬剤師、厳格な人。
- ヒチョルの祖母 - キム・ジヨン / 声 - 矢野陽子[要出典]

「あの子は死んだ…」が口癖。
- ジェウン - ナム・サンミ

ヒチョルの恋人、大学の後輩。
- 1番目の叔母 - ナム・スジョン
- 2番目の叔母の夫 - イム・ハリョン

警察官
- 2番目の叔母 - キム・ウニョン
- 3番目の叔母の夫 - リュ・テホ

タクシー運転手、初めてヨンガンに来たヨンジュをヒチョルの家まで乗せて行った。
- 3番目の叔母 - ク・ヘリョン
- ファスク - ミョン・ジヨン

刑務所仲間
- ミョンジャ - キム・アロン

刑務所仲間
- ヨンドゥク - イ・チョニ

警察官でヒチョルの友人、この年の「Mr.唐辛子」ヨンガン代表。

## スタッフ
- 監督：ペ・ヒョンジュン
- 脚本：チェ・ヒデ
- 脚本：パク・ヨンソン
- 撮影：ユン・ホンシク
- 音楽：チョ・ヨンウク